# Hellinsia ares
Hellinsia ares là một loài bướm đêm trong họ Pterophoridae. Loài bướm đêm này được tìm thấy ở Utah. Con trưởng thành có sải cánh dài 20–22 mm. Đầu là màu nâu, nhưng có màu trắng hung giữa râu. Cánh dưới màu nâu xám.